# ステファン・ペテランセル

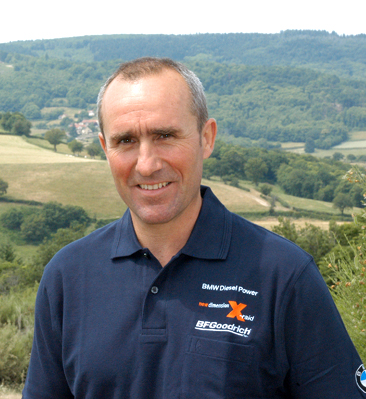
ステファン・ペテランセル（2009年）

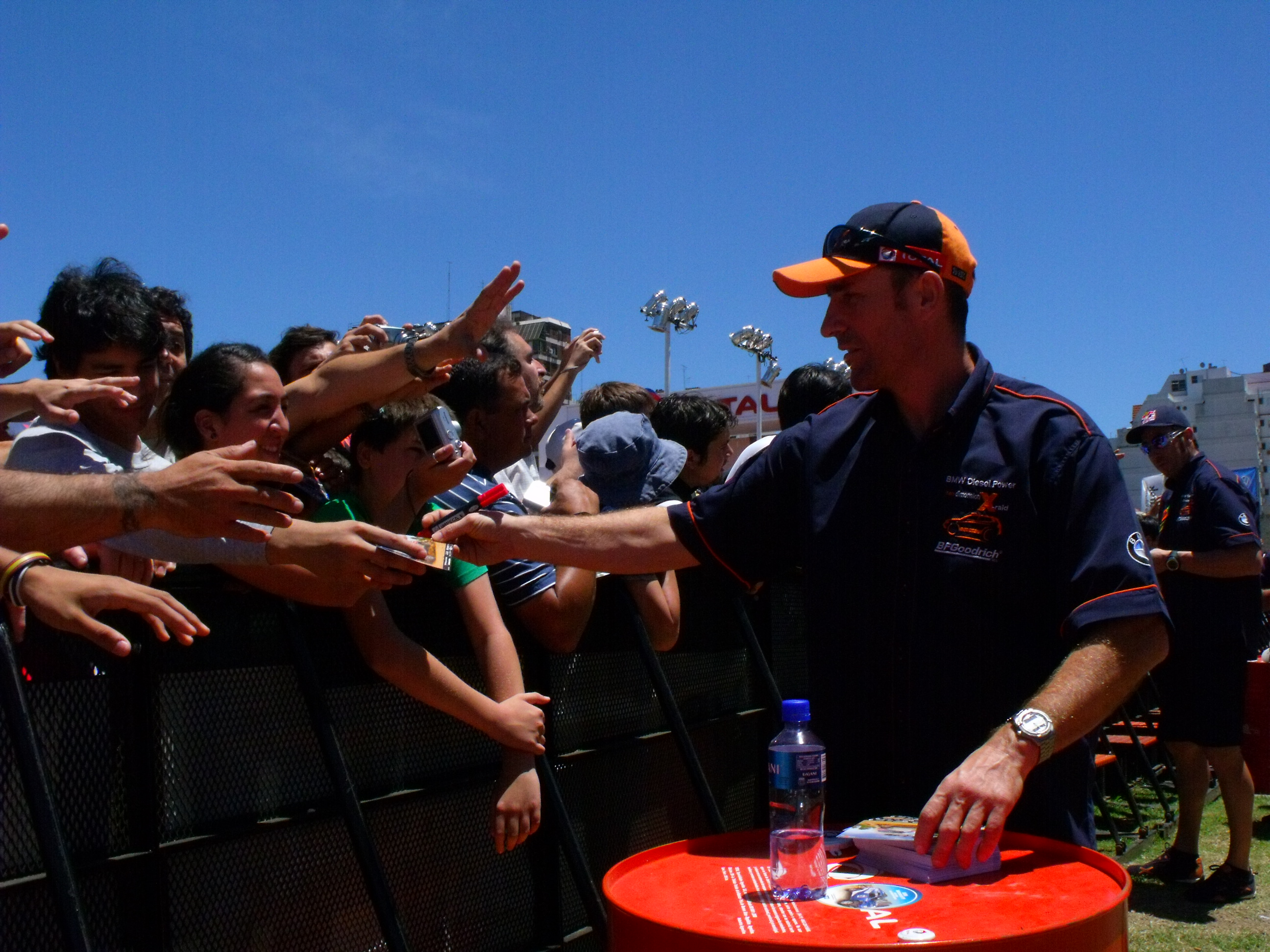
ファンたちからのサイン要請に応えるペテランセル（2009年、ブエノスアイレス）

ステファン・ペテランセル(フランス語でStephane Peterhansel、1965年4月6日 - )は、フランス人モーターサイクルライダー・ラリードライバーである。姓は「ピーターハンセル」と表記される場合もある。
ダカール・ラリー（旧パリダカ）において、二輪部門で6度の総合優勝（史上最多、すべてヤマハ）、四輪部門で8度の総合優勝（史上最多、三菱で3度、MINIで3度、プジョーで2度）、併せて14度という前人未到の記録を持つ。また同ラリーの二輪と四輪の両部門での総合優勝を初めて成し遂げた選手であり、さらにアフリカ・南米・サウジアラビア開催の全てで部門優勝を果たした唯一の人物でもある。これらの実績から、「ムッシュ・ダカール（Mr.ダカール）」の愛称で、ラリーレイド界の生けるレジェンドとして知られる。
このほかFIM（エンデューロ世界選手権）とFIA（クロスカントリーラリー・ワールドカップ）の両方でオフロード競技の世界タイトルを獲得した、数少ない選手の一人でもある。

## 人物

### 幼少期
フランス東部のヴズールの郊外にて生まれる。父親は配管工、母親はカーディーラーの秘書であった。やがて父母の元から離されて同じヴズールの祖父母の元で育つ。父のジャン=ピエールはアマチュアのトライアルライダー及びラリードライバーであり、彼の存在がペテランセルをモータースポーツへと駆り立てることとなる。
1973年、8歳のときペテランセルはモーターサイクルを買ってもらった。森、丘、原野、河原など、ヴズールのあらゆる場所が遊び場であり、トレーニング場であった。

### スケートボードのチャンピオン
1975年、12歳になるころには競技でよりよい成績を残すことの魅力にすっかりはまっていた。ペテランセルの情熱の向いた先はスケートボードであり、毎日、学校が終わると仲間と数人でトレーニングを重ねた。
1976年、13歳のとき、当時フランスで流行っていたスケートボードのフリーフィギュアとスラロームのコンペ（競技会）に出場しはじめた。翌年にはフランスでの両種目のほか、ダウンとコンビネーションのチャンピオンに輝いた。フランスのチームに所属し、欧州での選手権に参加した。このスケートボードで培った感覚が、後の競技人生に生きてくることとなる。

### エンデューロライダーとして
1978年、15歳になるとスケートボードをやめ、父親の金銭的援助に報いるためにモーターサイクル競技に打ち込むことにした。
エンデューロでは公道区間を走る性質上、二輪免許が必要だが、年齢条件が満たされてないペテランセルは父の名義でエンデューロに参戦。公式記録では失格となっているが、レースでは最速で走りきって自信を得た。
1980年、17歳のとき、あまり才能を発揮できない学校を辞めた。そのころにはプロのライダーになりたいと思っていた。父親は彼をサポートすることに決め、父親の配管会社と統合した。
翌年18歳になり、晴れて正式に競技への参加資格を得て、ハスクバーナと初のプロとしての契約を結んだ。そして、彼は祖父母の元を離れ、婚約者であるコリンとヴズールに住み始めた。
1984年、ハスクバーナでフランスエンデューロナショナル選手権を初制覇。以降も制覇し続け、ペテランセルは通算で11度の国内エンデューロタイトルを獲得することとなる。
1988年に母国フランスで行われたISDE（国際6日間エンデューロ）ではフランスチームとして優勝した。1994年に米国で行われたISDEでは、総合で最速タイムを記録した（同イベントでは理念から公式な表彰は無いものの、個人総合優勝に相当する）。ペテランセルはISDEで通算で6度金メダルを獲得した。
1997年にFIMエンデューロ世界選手権の2ストローク250ccクラス王者となった。2001年は膝の痛みに耐えながら、4ストロークの250ccクラスでも世界タイトルを獲得した。
2019年にエンデューロ世界選手権のアンバサダーに就任した。
2021年にヴィンテージバイク400台以上で行われたエンデューロ・ヴィンテージ・トロフィーではヤマハの250ccを駆り、全体で最速タイムを叩き出し、フランスチームを優勝に導いている。
ラリーでの活躍が最も知られるペテランセルだが、このようにラリーに近い競技性を持つエンデューロでも一流の実績を残している。

### ラリーライダーとして

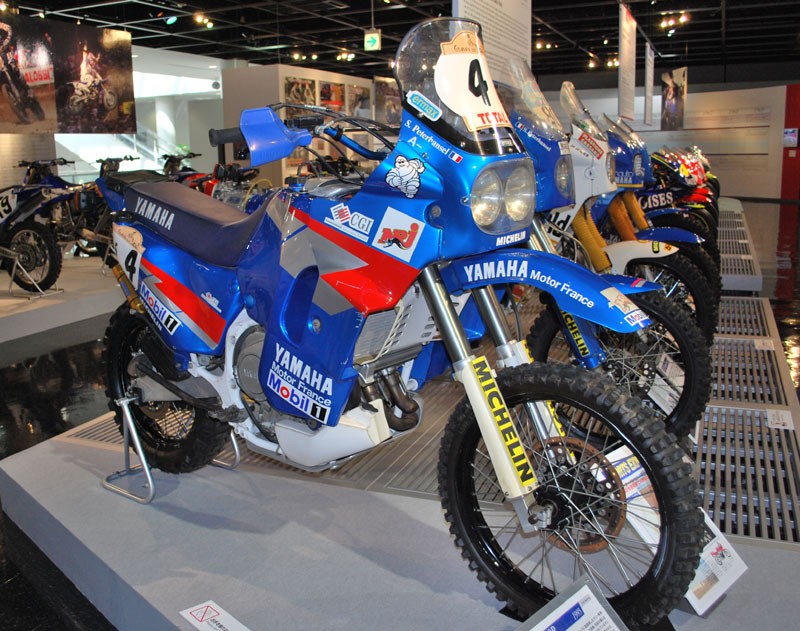
ヤマハ・XTZ850R（1995年のダカール・ラリーで優勝した時のマシン）

国内エンデューロの一流選手として活躍していた頃の1987年、21歳のとき、彼はジャン＝クロード・オリビエ（JCO）に見出され、スカウトされた。オリビエというのはヤマハのフランス現地法人、ヤマハモーターフランス（YMF）の社長であり、かつパリダカ黎明期にバイクを開発しつつ自身がライダーとしても活躍し、1985年には同ラリーの二輪部門で（1位とほんの僅差の）2位を獲得した実績もある、フランスで有名な人物であった。1987年9月、ヤマハ・モーター・フランスと契約。
こうしてペテランセルは、ペテランセルにとってそれまでチームメイトでアイドルと言ってもよかったようなユベール・オリオールとシリル・ヌヴーの元は去り、あこがれだったアンドレ・マレルベ（＝モトクロス世界選手権500ccクラスで3度チャンピオンを獲得したベルギー人）とともに、ヤマハ・モーター・フランス（YMF）チームの一員としてパリダカに参戦することになった。ペテランセルは、ジャン＝クロード・オリビエをして「秘蔵っ子」と言わしめた。
初めてのパリダカ参戦となる1988年大会では総合18位に終わる。チームメイトのマラーベは、3日目にクラッシュして四肢麻痺となる重傷を負ってしまうが、ペテランセルはパリダカの魅力にとりつかれてしまう。同年にコリンと結婚した
翌1989年、2回目のパリダカでは総合4位。
1991年は、25歳の彼にとって記念すべき年となった。初めてパリダカで二輪部門の総合優勝を果たし、それまでホンダが勝ち続けてきたメーカータイトルをヤマハにもたらしたのである。以後、1992年、1993年、1995年、1997年、1998年と合計6度の優勝を飾る。後年、ワークスチームは実質的にヤマハとKTMの一騎討ちの様相であったが、一人ペテランセルだけが総合トップを走り続けて総合1位を獲得、総合2位以下はすべてKTMライダーという圧倒的な状況であった。優勝していない1994年はプロトタイプが禁止されたことに反発したヤマハチームが不参加だった年、1996年はラリー中に誤って軽油を給油され大幅に順位を落としたことに抗議し、レースをボイコットした年である。
1998年、6度目の優勝を飾り、シリル・ヌヴーの持つパリダカ優勝回数記録を塗り替える。しかし、レース中に手首にひどい傷みが生じ、それが彼を苦しめ、精神的にもダメージを被る。それが元で、以後のパリダカへは、バイクに比べれば肉体的負担の少ない四輪で出場することになる。
2019年時点の記録で、パリダカにおける二輪のスペシャルステージ優勝回数はペテランセルが33回でシリル・デプレと並び1位である。またヤマハはメーカー別優勝回数で2位だが、通算9回の優勝中6回がペテランセルの功績であることも特筆すべき事実といえる。

### 四輪でのラリー

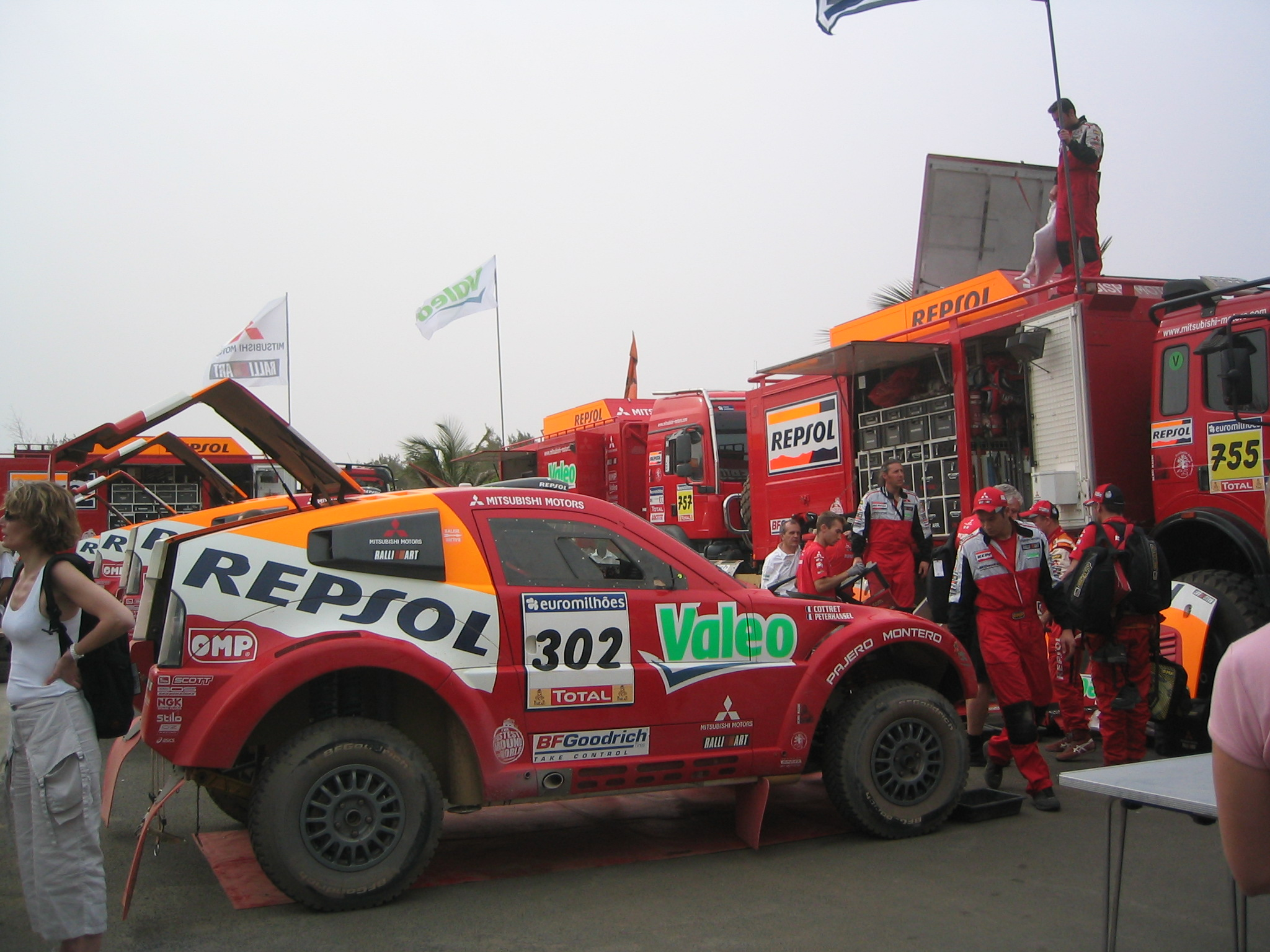
三菱・パジェロ（2007年のダカール・ラリーで優勝した時のマシン）

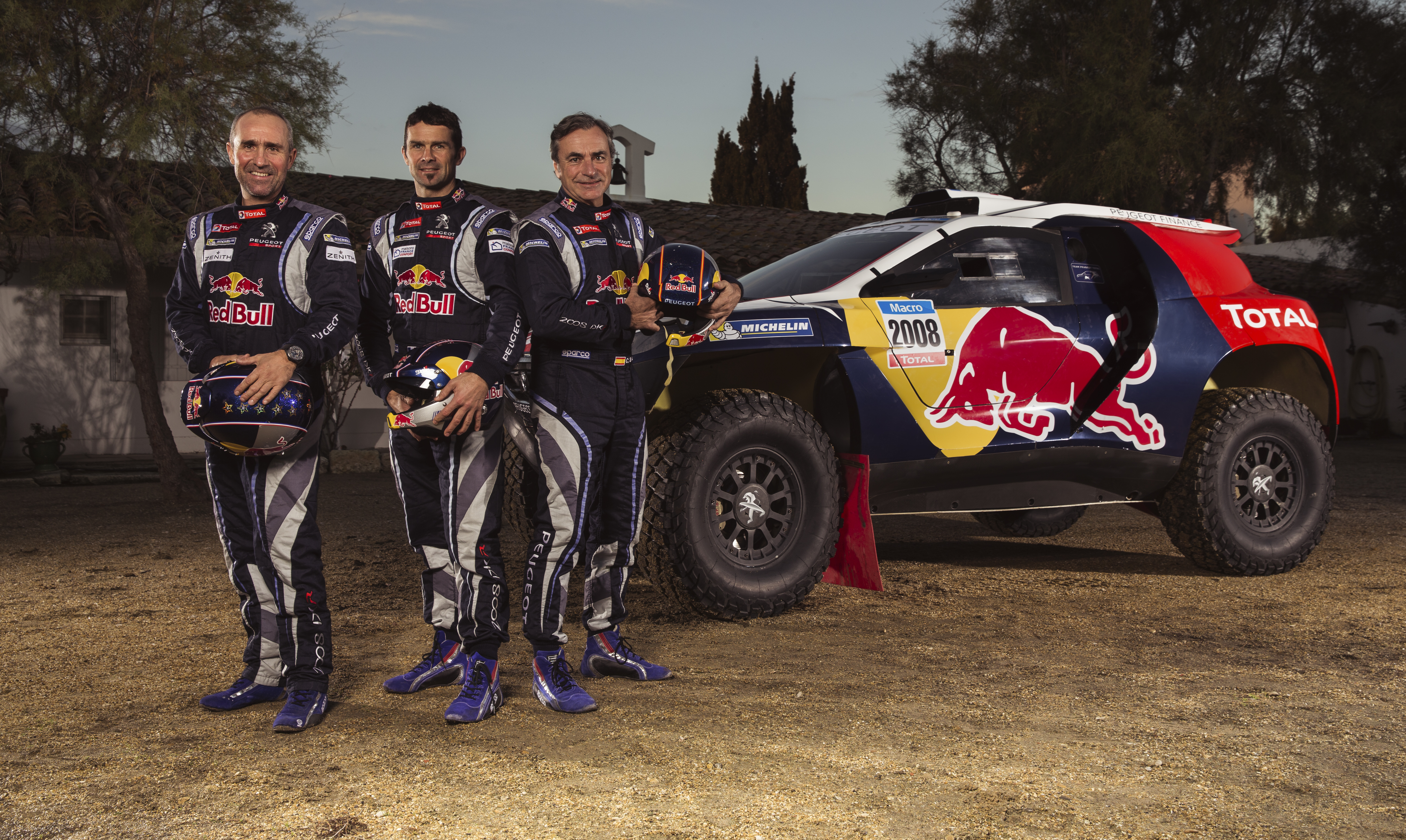
プジョーチームのドライバーのひとりとして活躍するペテランセル（写真左端。2014年11月）

ペテランセルは、バイクでのレースを続けながらも、時折アイスレース等の四輪でのレースにも参加していた。その下地もあり、1999年からジャン＝ポール・コトレをナビとし、四輪でパリダカに出場。マシンはニッサン（ただし当時の日産はパリダカでのワークス活動は行っていなかったので、フランスの日産系ディーラーチームであるチーム・ドスードからの出場だった）。22回ものパンク記録を樹立しながらも総合7位を記録。翌年は2位。とはいえ、完全に四輪に転向したわけではなく、バイクでラリーやエンデューロ世界選手権へも参戦し、「出れば優勝」という存在感を示していた。
2002年夏に三菱のワークス・チームであるラリーアートに加入し、ダカール2004年大会は初の四輪での優勝。続く2005年、さらに1年おいて2007年も一度もステージ優勝を記録することなく総合優勝。当時三菱陣営では増岡浩、リュック・アルファンと並ぶエース格のドライバーであった。
しかし三菱が2009年限りでダカール・ラリーのワークス参戦を取りやめたため、2010年以降ペテランセルはBMWに移籍してダカール・ラリーに参戦。最大のライバルであるフォルクスワーゲンが2011年限りでダカールから撤退したことから、2012年は事実上X-raid MINI勢同士の争いとなったが、その争いを制し5年振りに総合優勝を飾り、翌年には連覇した。
2016年には前年ダカールに復帰した母国メーカーのプジョーへ移籍し、二輪駆動のバギーで2016・2017年と連覇。なお2015年頃にはヤマハのSxSであるYXZ1000Rをドライブしてローカルのラリーレイドへ参戦し、四輪マシンながら二輪時代の古巣への復帰を果たしている。
プジョーが撤退した2019年以降はX-raid MINIへと舞い戻った。長年連れ添ったコトレと別れ、2019年はデビッド・カステラ、2020年はパウロ・フィウザ、2021年以降はエドアルド・ボーランガーとナビが立て続けに変わった。同僚のカルロス・サインツとトヨタのナッサー・アルアティヤを退けて2021年に二輪駆動のミニ・ジョンクーパーワークスバギーで総合優勝を果たし、優勝回数記録を更新した。
2018年に結婚した妻のアンドレア・マイヤーは、かつてのBMW・KTMのワークスライダーで、のちに三菱から四輪でラリーに出場し、2002年のダカールラリーで総合5位に入賞した女性ライダー／ドライバーである。2019年には彼女をコ・ドライバーとして、クロスカントリーラリー・ワールドカップのタイトルを獲得している（夫婦で組んでFIA世界タイトルを獲得した唯一の事例）。また彼女とダカールへと参戦する計画もあり、当時受け取ったトヨタからの移籍オファーも別のプロのナビゲーターと組むことが条件だったので断ったほどだったが、妻の内耳の神経の炎症が重かったため、実現せずに終わっている。
2022年は新規参入のアウディが開発した電動バギー『RS Q e-tron』でダカールに参戦するが、トラブルの連発で完走するのがやっとだった。この年新しく発足したW2RC（世界ラリーレイド選手権）でも、X-raidヤマハの軽量プロトタイプバギー（YXZ1000R）をドライブした。
2023年には再びアウディでダカールに参戦。総合2番手でステージ6を走行中、ジャンプからの着地の衝撃でコ・ドライバーのボーランガーが負傷。リタイアした。

## レース戦績
- 1988
  - パリダカ18位（二輪・ヤマハ）
  - インターナショナル・シックスデイズ・エンデューロ　総合優勝　2ストローク500クラス優勝（二輪・ヤマハ）
- 1989
  - パリダカ4位（二輪・ヤマハ）
  - インターナショナル・シックスデイズ・エンデューロ　総合優勝　2ストローク500クラス優勝（二輪・ヤマハ）
- 1990
  - チュニジアラリー優勝（二輪・ヤマハ）
  - アトラスラリー優勝（二輪・ヤマハ）
- 1991
  - パリダカ優勝（二輪・ヤマハ、初）
  - インターナショナル・シックスデイズ・エンデューロ　総合優勝　2ストローク250クラス優勝（二輪・ヤマハ）
- 1992
  - パリダカ優勝（二輪・ヤマハ、2回目）
  - パリ・モスクワ・ペキン優勝（二輪・ヤマハ）
- 1993
  - パリダカ優勝（二輪・ヤマハ、3回目）
- 1994
  - （パリダカ不参加）
  - チュニジアラリー優勝（二輪・ヤマハ、2回目）
  - インターナショナル・シックスデイズ・エンデューロ　総合優勝　2ストローク250クラス優勝（二輪・ヤマハ）
- 1995
  - パリダカ優勝（二輪・ヤマハ、4回目）
  - インターナショナル・シックスデイズ・エンデューロ　総合優勝　2ストローク250クラス優勝（二輪・ヤマハ）
- 1996
  - パリダカリタイヤ（二輪・ヤマハ）
  - UAEデザートチャレンジ優勝（二輪・ヤマハ、初）
- 1997
  - パリダカ優勝（二輪・ヤマハ、5回目）
  - エンデューロ世界選手権　2ストローク250チャンピオン（二輪・ヤマハ、初）
  - UAEデザートチャレンジ4位（二輪・ヤマハ、初）
- 1998
  - パリダカ優勝（二輪・ヤマハ、6回目）
  - シャモニー24時間レース優勝（四輪）
- 1999
  - パリダカ7位（四輪・ニッサン）
- 2000
  - パリダカ2位（四輪・メガ）
- 2001
  - パリダカ総合12位、T1クラス優勝（四輪・ニッサン）
  - エンデューロ世界選手権優勝（二輪・ヤマハ、2回目。4スト250cc）
- 2002
  - チュニジアラリー優勝（四輪・三菱）

　*UAEデザートチャレンジ優勝（四輪・三菱）
- 2003
  - パリダカ3位（四輪・三菱）
  - バハイタリア2位（四輪・三菱）
  - UAEデザートチャレンジ優勝（四輪・三菱、2回目）
- 2004
  - パリダカ優勝（四輪・三菱、初）
  - チュニジアラリー優勝（四輪・三菱、2回目）
  - モロッコラリー優勝（四輪・三菱）
  - UAEデザートチャレンジ8位（四輪・三菱）
- 2005
  - パリダカ優勝（四輪・三菱、2回目）
  - パタゴニア＝アタカマラリー2位（四輪・三菱）
  - モロッコラリーリタイヤ（四輪・三菱）
  - UAEデザートチャレンジ優勝（四輪・三菱、3回目）
- 2006
  - パリダカ4位（四輪・三菱）
  - チュニジアラリー優勝（四輪・三菱、3回目）
  - UAEデザートチャレンジ2位（四輪・三菱）
- 2007
  - パリダカ優勝（四輪・三菱、3回目）
- 2008
  - パリダカは開催中止
- 2012
  - パリダカ優勝（四輪・MINI、4回目）
- 2013
  - パリダカ優勝（四輪・MINI、5回目）